# Merrillite
La merrillite est un minéral de phosphate de calcium de formule chimique Ca9NaMg(PO4)7 trouvé dans les météorites. C'est un membre anhydre et riche en sodium du groupe de la merrillite,. La ferromerrillite à dominante magnésium est un minéral analogue de la merrillite. La képlérite en est l'analogue avec le sodium. La merrillite est étudiée pour son rôle dans les premiers stades de la vie. Son symbole IMA est Mer.

## Espèce minérale, sous-groupe et groupe
La nomenclature peut porter à confusion : la merrillite est une espèce minérale à part entière, mais elle donne également son nom à un ensemble de minéraux similaires formant ensemble le sous-groupe de merrillite qui avec le sous-groupe de la whitlockite constitue le groupe de la merrillite.
- Groupe de la merrillite[4]
  - Sous-groupe de la merrillite
    - Ferromerrillite
    - Képlérite
    - Matyhite
    - Merrillite

  - Sous-groupe de la whitlockite
    - Hédégaardite
    - Strontiowhitlockite
    - Whitlockite
    - Wopmayite

En septembre 2022, la découverte d'un autre minéral du groupe de la merrillite, la changesite-(Y), est annoncée. La place de ce nouveau minéral dans la hiérarchie du groupe de la merrillite est à préciser.

## Découverte et dénomination
La merrillite porte le nom de George Perkins Merrill (1854–1929) de la Smithsonian Institution. En 1915, Merrill avait décrit le minéral dans quatre météorites à savoir : Alfianello, Dhurmsala, Pultusk et Rich Mountain. Cependant, ce n'est qu'en 1975 qu'elle a été reconnue comme distincte de la whitlockite par l'Association internationale de minéralogie.
Toutes les whitlockites non-terrestres rapportées sont en fait de la merrillite.

## Occurrence
La merrillite est un constituant très important des roches extraterrestres. On la trouve surtout dans les météorites de type achondrite, dont les météorites martiennes et lunaires (on l'a logiquement trouvée aussi dans les roches lunaires).
En 2022, la merrillite a finalement été découverte dans un environnement terrestre, en tant qu'inclusion dans les diamants du manteau inférieur de la rivière Sorriso à Juína au Brésil. Cette découverte peut être importante car la merrillite et la tuite sont considérées comme des minéraux des profondeurs de la Terre et pourraient contenir des éléments rares et des éléments lithophiles à grand rayon ionique.
| - Chondrite d'Alfianello (Italie) - Météorite de Pultusk (Pologne) - Météorite de Juvinas (Ardèche) - Erg Chech 002 (Algérie) |